# Coxiellaceae
Coxiellaceae е семейство в разред Legionellales.
Coxiella burnetii е вид класифициран в един от родовете на семейството.

## Класификация
Семейство Coxiellaceae
- Род Aquicella
- Род Coxiella
- Род Diplorickettsia
- Род Rickettsiella